# Ibrahim Gnanou
Ibrahim Gnanou (Ouagadougou, 8 de novembro de 1986) é um futebolista profissional burquinense que atua como defensor.

## Carreira
Ibrahim Gnanou representou o elenco da Seleção Burquinense de Futebol no Campeonato Africano das Nações de 2012.